# Breta Longacre
Pour les articles homonymes, voir Longacre.
Breta Longacre, née le 31 août 1887 à Baltimore dans l'État du Maryland et décédée le 10 juillet 1923 à Greenwich dans l'État du Connecticut aux États-Unis, est une peintre impressionniste américaine. Sœur cadette de Lydia Longacre, membre de la colonie artistique d'Old Lyme, elle est connue pour ses peintures de paysage de la région de la Nouvelle-Angleterre et plus particulièrement de la région du Connecticut et pour ses natures mortes.

## Biographie
Breta Longacre naît à Baltimore dans l'État du Maryland en 1887. Elle est la petite-fille de James Barton Longacre, un célèbre peintre, graveur et médailleur américain, directeur de l'United States Mint, et la fille du révérend Andrew Longacre. Elle a pour sœur aînée la peintre miniaturiste Lydia Longacre. Elle étudie à l'Art Students League of New York. Durant les années 1910, elle accompagne sa sœur au sein de la colonie artistique d'Old Lyme dans le Connecticut où elle séjourne durant l'été.
En 1918, elle épouse l'ingénieur William Alexander Del Mar à New York et le couple s'installe à Greenwich. Elle devient la mère de trois enfants et poursuit sa carrière de peintre, en exposant notamment ses peintures de paysage du Connecticut et ses natures mortes à l'académie américaine des beaux-arts. Elle devient également membre de la National Association of Women Artists.
Elle meurt prématurément à Greenwich en 1923.
Ses œuvres sont notamment visibles ou conservées au Florence Griswold Museum d'Old Lyme.